# Francesco Erizzo
 Francesco Erizzo, född 1566, död 1646, var en venetiansk doge. Han var regerande doge av Venedig 1631–1646.